# Атлантическа коралова змия
Атлантическата коралова змия (Micrurus diastema) е вид змия от семейство Elapidae.

## Разпространение
Видът е разпространен в Белиз, Гватемала, Мексико и Хондурас.